# Impatiens nzoana
Impatiens nzoana är en balsaminväxtart. Impatiens nzoana ingår i släktet balsaminer, och familjen balsaminväxter.

## Underarter
Arten delas in i följande underarter:
- I. n. bennae
- I. n. nzoana